# Maria Linnemann
Maria Catharina Linnemann (* 1947 in Amsterdam) ist eine britische Komponistin, die vorwiegend Werke für Klassische Gitarre geschaffen und (vor allem bei Ricordi) herausgegeben hat.

## Leben
Ihre Kindheit verbrachte Maria Linnemann in England, wo sie schon früh ihre Liebe zur englischen, schottischen und irischen Folklore entdeckte. Von 1966 bis 1970 studierte sie an der Royal Academy of Music in London Klavier, Geige und Dirigieren. Zur Gitarre brachte sie der Gitarrist, Bratschist und Künstler Martin Nicolai. Seit 1971 lebt sie in Deutschland, wo sie als Musikpädagogin tätig ist. Für fünf Jahre übte sie eine Lehrtätigkeit in China aus. Sie schreibt auch Musicals sowie Musik für Puppentheater. Neben ihrer Konzerttätigkeit mit vorwiegend eigenen Kompositionen gibt sie Workshops und ist regelmäßig als Jurymitglied bei Jugend musiziert tätig sowie Mitglied der Folkloregruppe Hauskonzert aus Hannover.

## Werke
Ihre Kompositionen sind inspiriert von den Eindrücken, die sie auf vielen Reisen durch u. a. Frankreich, Norwegen, Großbritannien, Nord- und Südamerika gewonnen hat. Sie sind zu einem großen Teil im Bereich der Unterrichtsliteratur für den Bereich des Gitarrenunterrichts angesiedelt.

### Diskografie
- 1981: To Sleep Perchance to Dream
- 1983: Your Name in the Stars
- 1991: Recaptured Moment
- 2007: Secrets

### Bibliografie
- Saitenspiele. 3 Bände.
- 2 Gitarren auf Reisen. 2 Bände.
- Sagen und Landschaften: Gitarre solo. Legends and Landscapes. G. Ricordi & Co., München (= Ricordi. Sy. 2521), ISMN M-2042-2521-7.
- Heinz Teuchert (Hrsg.): Leichte Folklorestücke. G. Ricordi & Co., München (= Ricordi. Sy. 2469), ISBN 3-931788-37-7.
- Heinz Teuchert (Hrsg.): Neue Folklorestücke. G. Ricordi & Co., München (= Ricordi. Sy. 2527), ISBN 3-931788-56-3.
- Ausgewählte Folklorestücke für Gitarre solo. G. Ricordi & Co., München (= Ricordi. Sy. 2652), ISMN M-2042-2652-8.
- Gitarrengeschichten 1. G. Ricordi & Co., München (= Ricordi. Sy. 2528), deutsch und französisch, ISMN M-2042-2528-6.
- Gitarrengeschichten 2. G. Ricordi & Co., München (= Ricordi. Sy. 2529), ISMN M-2042-2529-3.
- Secrets für Klavier: G. Ricordi & Co., München (= Ricordi. Sy. 2547), ISMN M-2042-2547-7
- Neue Kinderlieder. G. Ricordi & Co., München (= Ricordi. Sy. 2548, mit Musikkassette: Ricordi. Sy. 2549).
- Suite for Lovers für Gitarre solo. G. Ricordi & Co., München (= Ricordi. Sy. 2579), ISMN M-2042-2579-8.
- Klangbilder für zwei Gitarren. G. Ricordi & Co., München (= Ricordi. Sy, 2582), ISMN M-2042-2582-8.
- Klangbilder für drei Gitarren. G. Ricordi & Co., München (= Ricordi. Sy 2581).
- Japan-Suite für zwei Gitarren. G. Ricordi & Co., München (= Ricordi. Sy. 2602).
- Lappland-Suite für zwei Gitarren: G. Ricordi & Co., München (= Ricordi. Sy. 2603).
- Die Nase des Kamels. G. Ricordi & Co., München (= Ricordi. Sy. 2639).
- Forbidden Fruit. G. Ricordi & Co., München (= Ricordi. Sy. 2650).
- Kaubonbon. G. Ricordi & Co., München (= Ricordi. Sy. 2651).
- Eine phantastische Reise für 3 Gitarren: G. Ricordi & Co., München (= Ricordi. Sy. 2653)
- A Circle of Seasons. Gitarrentrios. G. Ricordi & Co., München (= Ricordi. Sy. 2654).
- Snapshots of China : G. Ricordi & Co., München (= Ricordi. Sy. 2688)
- Chinesische Szenen für Blfl./guitar. G. Ricordi & Co., München (= Ricordi. Sy. 2689 / ISMN M-2042-2689-4)
- Variationen über ein Thema von Heinz Teuchert
- Soledad : G. Ricordi & Co., München (= Ricordi. Sy. 2880 / ISMN M-2042-2880-5)
- Country Dance, Little Cottage, On The Island, Melancholy, Stony Creek Blue (in: Saitenwege 1) : Edition Dux (DUX 851, ISBN 978-3-934958-01-2)

- Juliette. Pour deux guitares. Éditions Henry Lemoine. Paris 1990 / ISMN-979-0-2309-5199-9